# Helius oxystylus
Helius oxystylus är en tvåvingeart som beskrevs av Alexander 1967. Helius oxystylus ingår i släktet Helius och familjen småharkrankar. Inga underarter finns listade i Catalogue of Life.